# 加拉茨縣
加拉茨縣是羅馬尼亞東部的一個縣。東與摩爾多瓦隔普魯特河相望。面積4,466平方公里，人口619,556（2002年）。首府加拉茨。
下設2市、2镇、59鄉。